# Орко, Ристо
Ристо Орко (фин. Risto Orko, при рождении — швед. Risto Elias William Nylund, Ристо Элиас Вильям Нюлунд; 15 сентября 1899, Раума, Финляндия — 29 сентября 2001, Хельсинки) — финский кинорежиссёр, сценарист, кинопродюсер, кинооператор, монтажёр и директор фильма. Снял приблизительно 1900 короткометражных фильмов и 2600 рекламных роликов.

## Биография
Ристо Орко родился 15 сентября 1899 года в городе Раума, Финляндия, в семье младшего капитана Франца Вильяма Нюлунда (1867—1917) и Эдлы Элеоноры Нюлунд (дев. Гренхольм) (1874—1930). Он был младшим братом Рэйно Вильяма Нюлунд (нов.с 1920 Пайюри) (1896—1967). Семья Нюлундов жила в доме Патола по адресу: Vanhankirkonkatu 29, Rauma, Suomi
Ристо учился в средней школе города Раума с 1909 по 1920, когда окончил её в частном порядке.

### Профессиональная карьера
С 1930 года он работал менеджером по производству компании «Суоми-Фильм».
Свою карьеру в финском кинематографе он начал в 1933 году (в возрасте 33 лет) с фильма «He 45000» в компании «Суоми-Фильм» (Эркки Каруна), тогда же он изменил свою фамилию на Орко, и до советско-финской Зимней войны (1939—1940) он снял 23 фильма.
Во время Второй мировой войны (1939—1945) Ристо Орко сотрудничал с нацистской Германией и выпустил 4 фильма, участвуя как продюсер в 46 картинах. Некоторые из них, после окончания войны, были запрещены к показу как излишне идеологические.
К 1945 году Ристо Орко стал генеральным директором кинокомпании «Суоми-Фильм».
За свою карьеру он снял 14 художественных фильмов, выпустил более 100 полнометражных телевизионных драм, 1900 короткометражных фильмов, 2600 рекламных роликов.
Последний полнометражный фильм кинокомпании «За спичками» он снял в 1980 году.

### Личная жизнь
Ристо Орко женился на учительнице гимнастики Лиисе Орко (Liisa Orko) и у них родились дети: Суви Орко (1931—1998), Каре Ристо Орко (1940—2018).

### Награды и признание
Основную свою национальную финскую премию Юсси (Jussi), как лучший продюсер, Ристи Орко получил в 1966 году как лучший продюсер за фильм «Чувства». В 1987 году этой же премией отметили его достижения всей жизни.
В 1948 году Ристи Орко получил звание Торгового советника.
Ристи Орко был почетным членом Ассоциации Сатакунтайне.
Ему принадлежит рекорд карьеры в кинопроизводстве Финляндии, более 60 лет профессиональной деятельности.

## Избранная фильмография

### Режиссёр
- 1980: За спичками (Tulitikkuja lainaamassa), совместно с советским режиссёром Леонидом Гайдаем
- 1943: Да и только (Jees ja just)
- 1938: Невеста егеря (Jääkärin morsian)

### Сценарист
- 1980: За спичками (Tulitikkuja lainaamassa)
- 1938: Невеста егеря (Jääkärin morsian)

### Продюсер
- 1965: Опасная дистанция (Vaaksa vaaraa)
- 1964: Счастливые игры (Onnelliset leikit)
- 1961: Маленькие подарки (Pikku Pietarin piha)
- 1958: Молодой мельник (Nuori mylläri)
- 1958: Женщины Нискавуори (Niskavuoren naiset)
- 1957: Чужой человек (Vieras mies)
- 1953: Соперницы (Sillankorvan emäntä)
- 1951: Человек сотни шпаг (Sadan miekan mies)
- 1950: Амур хой! (Amor hoi!)
- 1948: Песни скитальца (Ruusu ja kulkuri)
- 1946: Ловийса (Loviisa, Niskavuoren nuori emäntä; в титрах не указан)
- 1944: Дамы из поместья (Kartanon naiset)
- 1943: Мисс Вспыльчивая (Neiti Tuittupää)

### Монтажёр
- 1943: Да и только (Jees ja just)
- 1938: Невеста егеря (Jääkärin morsian)

### Директор фильма
- 1959: Сампо (Sampo)

### Прочее
- 1968: Маннергейм — Маршал Финляндии (Mannerheim — marskalken av Finland)

## Интересные факты
Фильм «Невеста егеря» снимали на станции Perkjärvi (совр. Кирилловское).
Продолжительность жизни Ристо Орко составила 102 года. Он родился в XIX веке, жил в XX веке, а умер в XXI веае. 